# Mohamed Bouchaïb
Mohamed Bouchaïb (en arabe : محمد بوشايب) est un acteur algérien né le 17 juillet 1984 à Benghazi en Libye et ayant vécu dans plusieurs pays arabes. 

## Biographie
Mohamed Bouchaïb est l’aîné d'une famille de six enfants. Pendant son enfance, il voyage à travers le Monde arabe (Syrie, Liban, Jordanie, Égypte, Tunisie, pays du Golfe) grâce au métier de son père. Il part au Qatar à l'âge de huit ans où il grandit jusqu'à l'âge de dix-sept ans. Il parle couramment l'Arabe littéraire, l'Anglais et le Français. Durant sa jeunesse, il est inspiré par Charlie Chaplin et Adel Imam.
Il fait par hasard la rencontre de Biyouna et Salah Aougrout à l'âge de 19 ans. Cette rencontre a été décisive puisqu'elle lui permettra, la même année, d'être sélectionné pour la série Nass Mleh City en 2004 réalisé par Djaffar Gacem. C'est grâce à ce premier sitcom très regardé, qu'il devient populaire auprès du public algérien. Il mène par la suite une vie d'artiste en multipliant ses projets.
En 2007, l'Académie des Lumières lui décerne le prix du Meilleur Espoir Masculin pour son rôle de Khelifa dans son premier long-métrage. 

## Filmographie

### Cinéma
- 2008 : Mascarades de Lyes Salem : Khelifa Boukhati
- 2009 : La cité des Vieux

### Télévision
- 2004 : Nass Mleh City : Chaque épisode avec un nouveau rôle
- 2005 : Zraa Yenbet
- 2005-2007 : El Fhama : Chaque épisode avec un nouveau rôle
- 2008-2009 : Djemai Family : Rezki/Aresto
- 2009 : Le Dernier Passager
- 2010-2011 : Saad El-Gat : Saad
- 2011 : Djemai Family 3 : Rezki/Aresto
- 2017 : Casbah City : Bachir Wa Marto
- 2017 : Bibiche et Bibicha
- 2018 : Bab Dechra
- 2022 : Hab Mlouk
- 2024 : El Barani : Ezzech

### Clips
Mohamed Bouchaïb est apparu dans  
- 2023 : Après Vous Madame, clip de Kami Phenomene

## Publicité
- En 2009, Mohamed a participé dans une pub avec l'acteur Kamel Bouakkaz sur le camion Hyundai.

## Distinctions

### Récompense
- Lumières d'Afrique.
  - Prix du meilleur acteur espoir masculin pour son rôle dans le film Mascarades.